# Katrikenahatti, Challakere
Katrikenahatti là một làng thuộc tehsil Challakere, huyện Chitradurga, bang Karnataka, Ấn Độ.